# Ганна-Сіті (Іллінойс)
Ганна-Сіті (англ. Hanna City) — селище (англ. village) в США, в окрузі Піорія штату Іллінойс. Населення — 1253 особи (2020).

## Географія
Ганна-Сіті розташована за координатами 40°41′36″ пн. ш. 89°47′38″ зх. д. / 40.69333° пн. ш. 89.79389° зх. д. (40.693234, -89.793948).  За даними Бюро перепису населення США в 2010 році селище мало площу 1,24 км², уся площа — суходіл. В 2017 році площа становила 3,41 км², уся площа — суходіл.

## Демографія
Згідно з переписом 2010 року, у селищі мешкало 1225 осіб у 546 домогосподарствах у складі 327 родин. Густота населення становила 989 осіб/км².  Було 584 помешкання (472/км²).
Расовий склад населення:
| - 97,5 % — білих - 0,5 % — азіатів - 0,4 % — корінних американців - 0,4 % — чорних або афроамериканців - 0,1 % — вихідців з тихоокеанських островів |

До двох чи більше рас належало 1,1 %. Частка іспаномовних становила 0,7 % від усіх жителів.
За віковим діапазоном населення розподілялося таким чином: 22,0 % — особи молодші 18 років, 57,4 % — особи у віці 18—64 років, 20,6 % — особи у віці 65 років та старші. Медіана віку мешканця становила 40,6 року. На 100 осіб жіночої статі у селищі припадало 92,3 чоловіків;  на 100 жінок у віці від 18 років та старших — 94,3 чоловіків також старших 18 років.
Середній дохід на одне домашнє господарство  становив 66 095 доларів США (медіана — 60 169), а середній дохід на одну сім'ю — 84 389 доларів (медіана — 76 250). Медіана доходів становила 52 917 доларів для чоловіків та 35 380 доларів для жінок. За межею бідності перебувало 4,6 % осіб, у тому числі 5,1 % дітей у віці до 18 років та 4,6 % осіб у віці 65 років та старших.
Цивільне працевлаштоване населення становило 718 осіб. Основні галузі зайнятості: освіта, охорона здоров'я та соціальна допомога — 21,0 %, виробництво — 16,4 %, роздрібна торгівля — 15,6 %.